# Knappmakarens hus

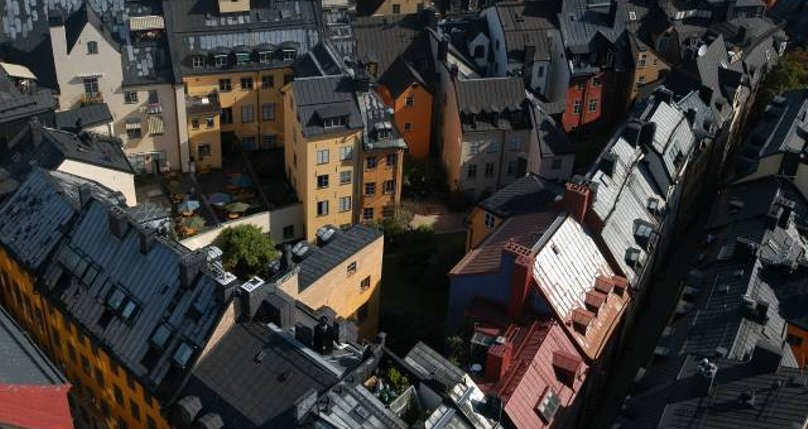
Kvarteret Cepheus med Knappmakarens hus mitt i bild (mörkgult med två fönsters bredd). Fotografi från tuppen vid Tyska kyrkans högsta punkt.

Knappmakarens hus på Köpmangatan 13  i Gamla stan, Stockholm, ligger på en tomt som på 1700-talet ägdes av knappmakare Moses Hotdtz och varit oförändrad sedan 1724. Det fick beteckningen Cepheus 19 vid 1810 års numrering. 
Ägarlängden sträcker sig till 1422 då Jacob remslagare sålde fastigheten som hans hustru ärvt. Den köptes då av Claus Wittae och Hans Angerman svärdslipare. Övriga ägare från 1400-talet är osäkra, men mot 1500-talets mitt tillhörde egendomen rådmannen Filippus Persson. Hans änka behöll fastigheten efter hans död fram till 1592 då hon sålde till borgmästare Nils Eriksson. Under 1600- och 1700-talen har olika hantverkare och andra yrkesmän ägt fastigheten. De har oftast använt den som bostad, verkstad och butik, men man har även hyrt ut delar av byggnaden till andra boende. I bottenvåningen finns en bagarstuga med medeltida kryssvalv bevarad. Huset är idag ovanligt bra bibehållet, med bevarade munblåsta fönsterglas, trapphus med kalkstensplattor och handsmidda räcken.